# Mount Ida (West-Australië)
Mount Ida is een spookdorp in de regio Goldfields-Esperance in West-Australië.

## Geschiedenis
John Forrest verkende de streek in 1869 en noemde een heuvel van waarop hij metingen deed Mount Ida, vermoedelijk naar een vriendin.
Midden de jaren 1890 werd er goud gevonden. In juni 1896 verbleven er een tweehonderdtal mensen in de streek waardoor de verantwoordelijk overheidsfunctionaris voorstelde er een dorp te ontwikkelen. Het naar de heuvel vernoemde dorp Mount Ida werd in mei 1898 officieel gesticht.
In 1898 werd er een ertsverwerkingsmachine van de overheid geplaatst. De belangrijkste goudmijn in de nabijheid was de 'Forrest Belle', oorspronkelijk de 'Mount Ida Reward' genoemd. Er werd tot rond 1915 goud gedolven.
Het belangrijkste hotel in 1908 was het 'Mount Ida Hotel'. In 1910 was er een 'Progress Committee' actief.
De crisis van de jaren 30 leidde tot een korte hoogconjunctuur in de West-Australische goudindustrie. 'Mount Ida Gold Mines Ltd' werd opgericht en kreeg onder meer de 'Forrest Belle' in handen. Er werd tot einde jaren 1930 goud gedolven. De goudaders bleken rijk doch kort van lengte. Het dorp bestaat niet meer.

## 21e eeuw
Mount Ida maakt deel uit van het lokale bestuursgebied (LGA) Shire of Menzies, waarvan Menzies de hoofdplaats is. Ook in de 21e eeuw wordt er nog naar goud gezocht.

## Ligging
Mount Ida ligt 929 kilometer ten noordoosten van de West-Australische hoofdstad Perth, 102 kilometer ten westen van het aan de Goldfields Highway gelegen Leonora en 104 kilometer ten noordwesten van Menzies.

## Klimaat
Linden kent een warm woestijnklimaat, BWh volgens de klimaatclassificatie van Köppen.